# 阿提米絲1號
阿提米絲1號（正式名称为Artemis I）是NASA的阿提米絲計畫的無載人試驗飛行，這是獵戶座飞船和太空發射系統重型火箭的首次綜合飛行。
阿提米絲1號于美国东部时间2022年11月16日凌晨01:47:44（协调世界时凌晨6:47:44）从肯尼迪航天中心成功发射。
阿提米絲1号发射地点为肯尼迪航天中心的39B号发射台，在猎户座飞船执行的26-42天任务中，有6天是在月球轨道进行逆向环绕。该任务的后续任务为阿提米絲2号，使用太空发射系统火箭的第一次载人飞行测试。
阿提米絲1号的猎户座飞船于2021年10月20日移至航天器装配大楼（VAB），这是NASA繼土星5号后进行的首次超重型运载火箭安装。

## 任務過程
阿提米絲1號任務將使用太空發射系統的Block 1型號發射，該火箭由核心級和兩個五段式固体火箭助推器（英語：Solid rocket booster，SRB），以及一个上面级組成。核心級將使用太空梭上的四個RS-25D引擎。核心级和助推器在起飛時會共同產生39,000千牛頓的推力。上面级被称为临时低温推进上级（英語：Interim Cryogenic Propulsion Stage，ICPS），其源自德尔塔-4运载火箭上面级，由一台RL10B-2提供动力。
在入轨之后，上面级会点火进行地月轉移（英語：Trans-lunar injection，TLI），將獵戶座太空船和10顆立方衛星置入地月转移轨道。獵戶座將與ICPS分離並前往月球，而ICPS將部署10個立方衛星，用於進行科學研究或技術论证。
獵戶座太空船將在太空中停留約3週，其中6天在月球遠距逆行軌道（英語：Distant retrograde orbit, DRO）上。其距月球最近时和月表相距97千米。

阿尔忒弥斯1号任務軌道（地球中心）

阿尔忒弥斯1号任務軌道（地-月 旋轉參考系）

本表格為大略時間，僅供參考。
| 任務經過時間     | 事件                                      | 高度                                            |
| ---------------- | ----------------------------------------- | ----------------------------------------------- |
| 0小時00分鐘00秒  | 發射                                      | 0公里 地點:甘迺迪太空中心                       |
| 0小時02分鐘00秒  | 固體推進器分離                            | 45公里                                          |
| 0小時03分鐘40秒  | 發射中止系統被分離                        | 91公里                                          |
| 0小時08分鐘14秒  | 主引擎停止發動，核心級分離                | 157公里                                         |
| 0小時16分鐘14秒  | 部署太陽能板                              | 484公里                                         |
| 0小時54分鐘05秒  | 於近地點進行軌道抬升程序                  | 1,791公里                                       |
| 1小時25分鐘00秒  | 地月轉移（TLI）                           | 601公里                                         |
| 1小時53分鐘00秒  | 暫時低溫推進階段（ICPS）分離              | 3,849公里                                       |
| 1-4日            | 前往月球                                  | 3,849-394,501公里                               |
| 4日7小時18分鐘   | 月球重力助推，之後進入遠距逆行軌道（DRO） | 離地球的距離：401,643公里 離月球的距離：100公里 |
| 7-13日           | 於遠距逆行軌道（DRO）                     | 348,931-437,321公里                             |
| 20日             | 返回動力飛越                              | 358,558公里                                     |
| 21-25日          | 返回地球                                  | 364,804-67,257公里                              |
| 25日11小時30分鐘 | 載人和服務艙分離                          | 5,140公里                                       |
| 25日11小時34分鐘 | 再入大氣層                                | 100公里                                         |
| ≈25日12小時      | 降落傘部署                                | 7,315公尺                                       |
| ≈25日12小時      | 濺落                                      | 0公里 地點：太平洋                              |

## 阿提米絲1號發射窗口期
| 日期     | 時間               | 時長    | 情況                                 |
| -------- | ------------------ | ------- | ------------------------------------ |
| 8月29日  | 8:33（12:33 UTC）  | 120分鐘 | 延期（傳感器異常）                   |
| 9月2日   | 12:48（16:48 UTC） | 120分鐘 | ---                                  |
| 9月3日   | 14:17（18:17 UTC） | 120分鐘 | 延期（液氫洩漏）                     |
| 9月4日   | 15:44（19:44 UTC） | 120分鐘 | ---                                  |
| 9月5日   | 17:12（21:12 UTC） | 90分鐘  | ---                                  |
| 9月6日   | 18:57（22:57 UTC） | 24分鐘  | ---                                  |
| 9月23日  | 6:47（10:47 GMT）  | 120分鐘 | ---                                  |
| 9月27日  | 11:37（15:37 UTC） | 70分鐘  | 延期（天氣因素）                     |
| 10月2日  | 14:52（18:52 UTC） | 109分鐘 | 延期                                 |
| 11月12日 |                    |         | 待定                                 |
| 11月16日 | 1:04（6:04 UTC）   | 120分鐘 | 發射成功，11月21日完成第一次月球飛越 |

## 歷史

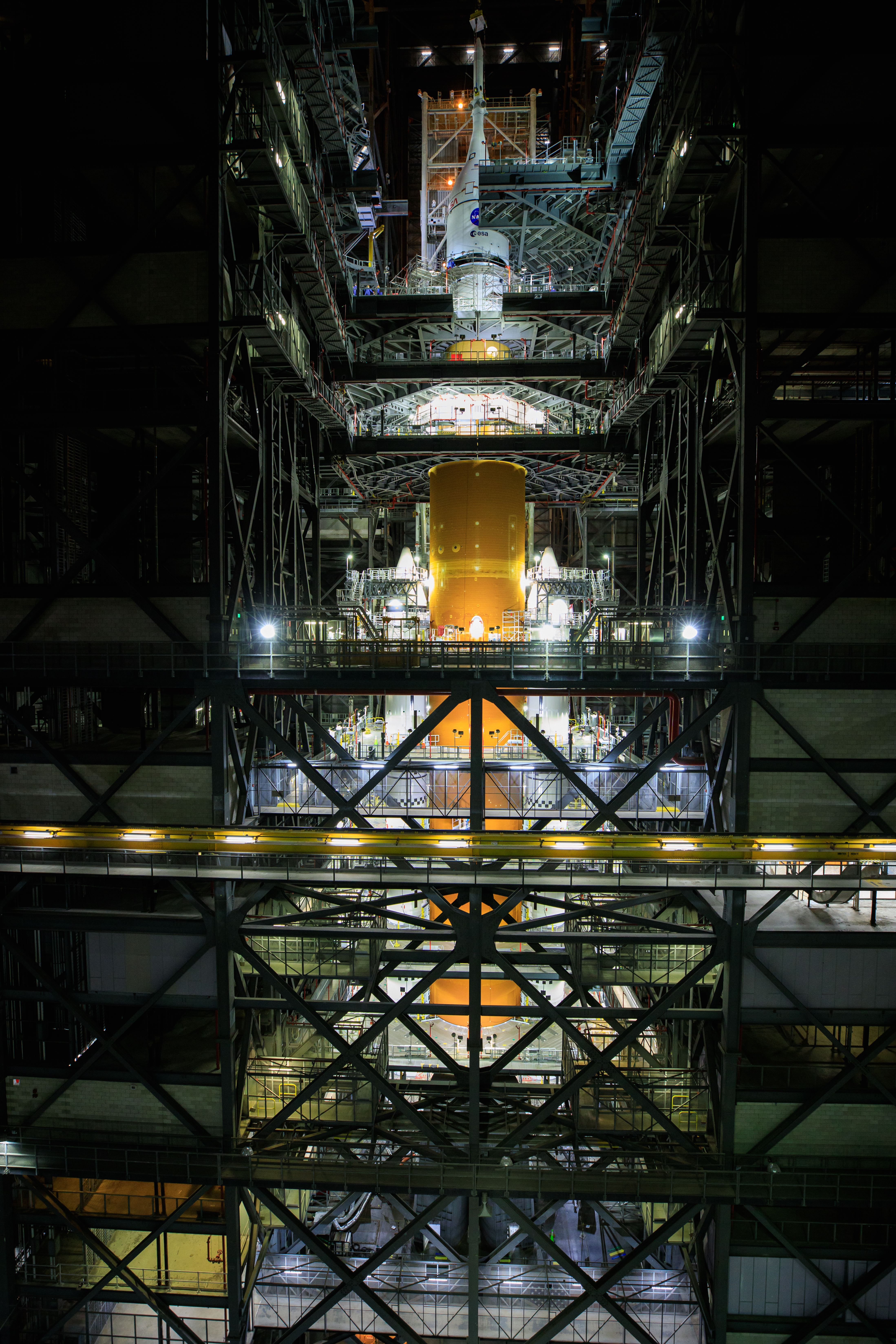
用于月亮女神1號的太空發射系統和獵戶座太空船完成裝配在车辆装配大楼的3号高台。

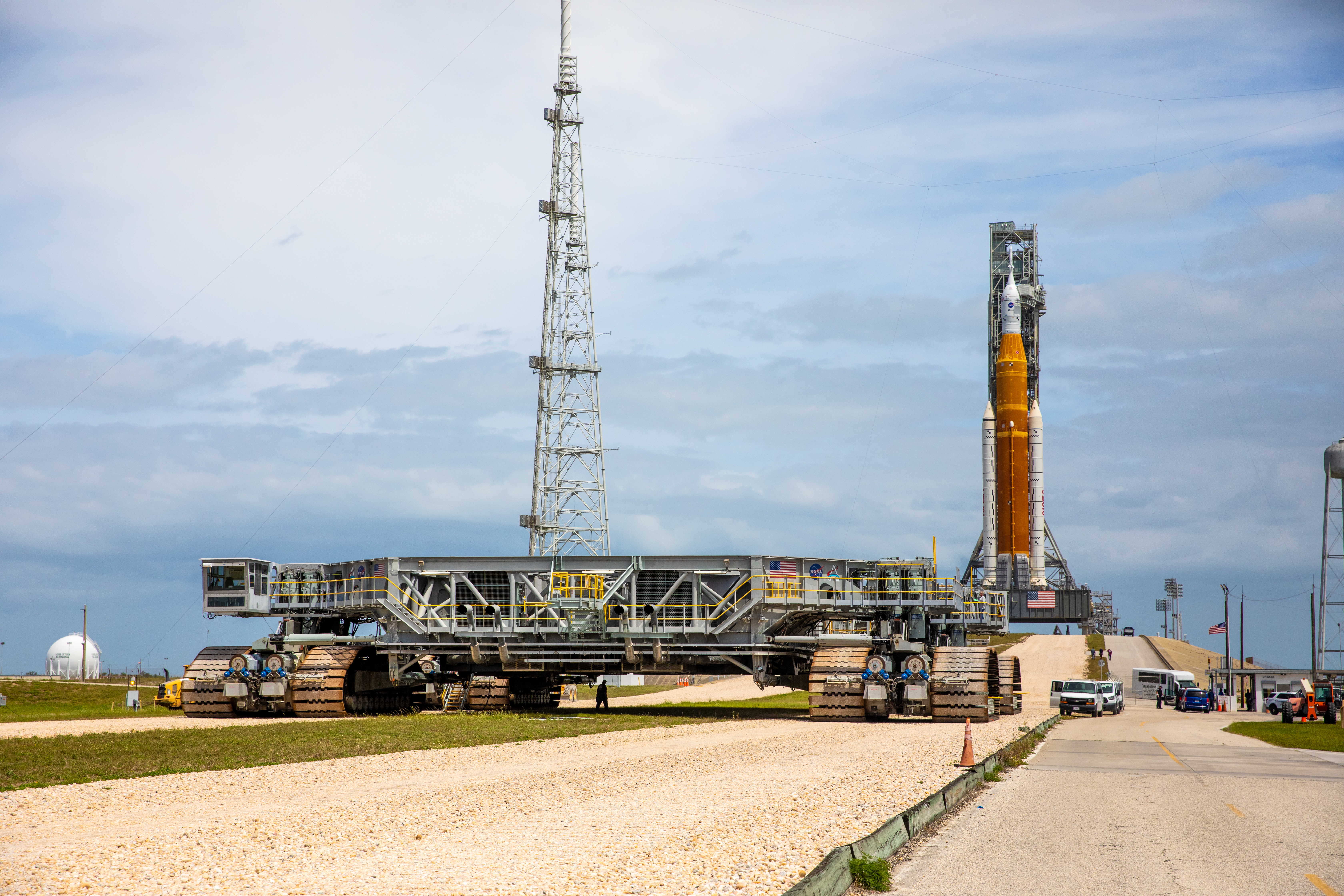
月亮女神1號准备返回航天器裝配大樓进行维修

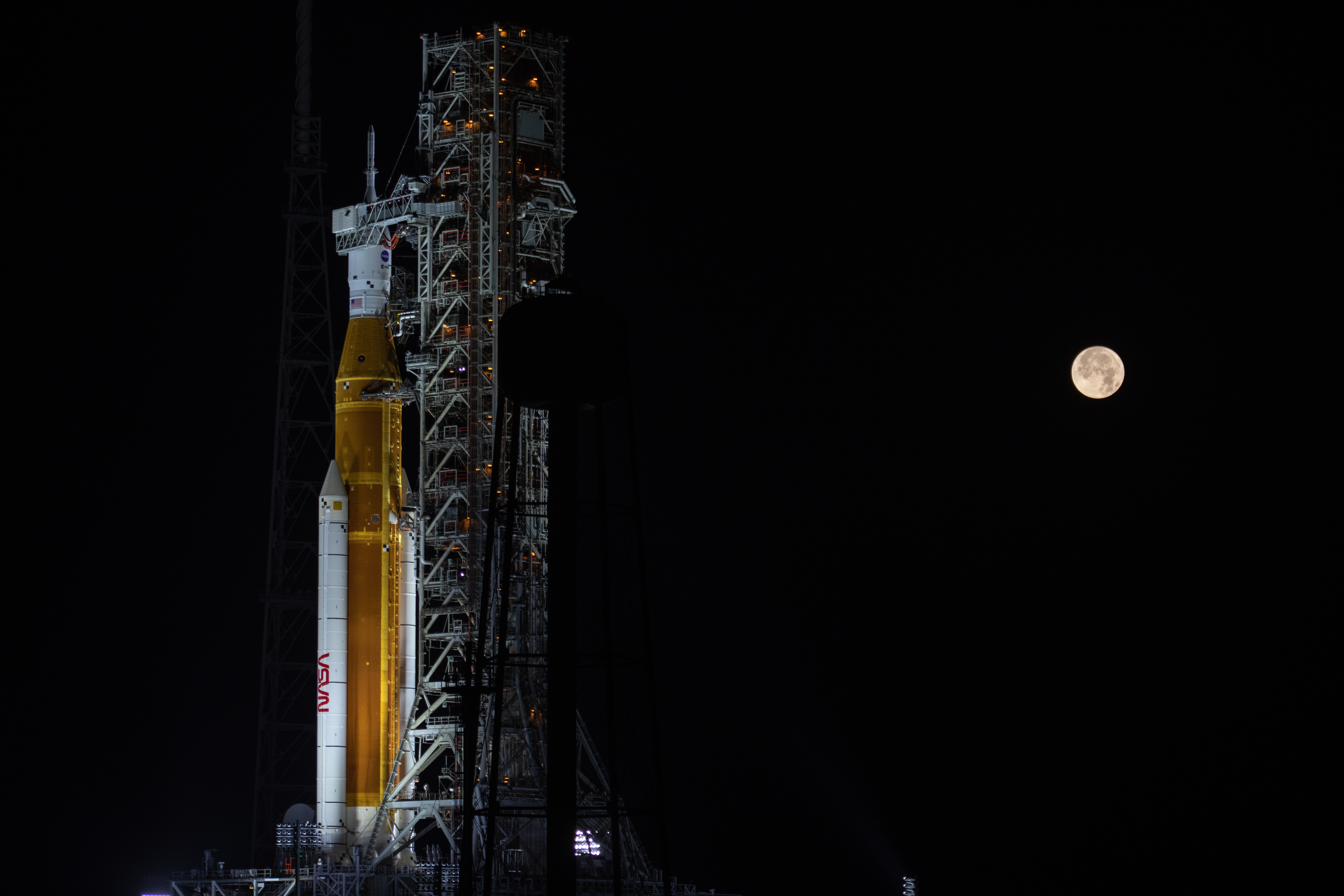
在第四次湿式测试之前，39B平台上的月亮女神1號正在組裝

### 地面試驗
由波音公司在米丘裝配厰承造的阿提米絲1號火箭核心級於2019年11月裝好四個引擎 ，並在一個月後宣佈完工。隨後，核心級運離裝配厰去向史坦尼茲太空中心進行“綠色運行”系列測試(the Green Run test)，這個測試包含八個逐級複雜的試驗，它們包括：
1. 模態測試（振動測試）
2. 航空電子（電子系統）
3. 失效安全系統
4. 推進力（發動機不點火）
5. 推力向量控制系統（移動和旋轉發動機）
6. 發射倒計時模擬
7. 帶有推進劑濕式彩排
8. 發動機靜態點火八分鐘

### 組裝
2020年6月12日，随着固体火箭助推段从犹他州通过铁路运抵甘迺迪太空中心，月亮女神1號的发射准备工作正式开始。夏季末，运载火箭级适配器通过飞马座驳船（英語：Pegasus barge）运抵发射场，并在組裝前被带入航天器裝配大樓进行储存。
NASA和地面系统承包商雅各布工程集團开始在航天器裝配大樓的High bay3組裝月亮女神1號，在2020年11月23日組裝了两个后部固体火箭助推段。由于核心助测试在斯坦尼斯航天中心中延迟，組裝工作暂停后，于2021年1月7日恢复。2021年3月3日，两个固体火箭助推器在太空發射系統移动发射器上完成組裝。
月亮女神1號猎户座飞船在移交给探测地面系统后，于2021年1月16日开始在多負載處理設施中进行燃料和发射前服务。
任務中的太空發射系統核心级（CS-1）在成功的运行热火测试（英語：hotfire test）后，于2021年4月27日通过飞马座驳船抵达发射场。2021年4月29日，它被移到航天器裝配大樓的低舱进行整修和組裝准备。然后在2021年6月12日，该级与它的助推器組裝。2021年6月22日，運載火箭級適配器（LVSA）被安裝在核心级上。ICPS上级在2021年7月6日被組裝。在完成了脐带缩回测试（英語：umbilical retract testing）和综合模态测试后，2021年10月8日，带有10个次级有效载荷的猎户座阶段适配器被安裝在上層的顶部。2021年10月20日，封装在逃逸塔下的猎户座航天器被運到航天器裝配大樓并組裝在太空發射系統火箭的顶部，完成了High Bay-3的月亮女神1號飞行器的組裝。在綜合測試和檢查期间，四个RS-25发动机控制器中的其中一个出現故障，需要进行更换，随后火箭的第一次推出也被推迟。

### 发射準備活动
2022年3月17日，月亮女神1號首次从车辆装配大楼的3号高台推出，以进行发射前的湿式彩排（英語：wet dress rehearsal）。
在4月3日的首次湿式彩排（英語：wet dress rehearsal）尝试中，由于移动发射器的增压问题，测试被取消。4月4日，在气态氮供应不一致、液态氧温度以及测试前未关闭的排气阀等问题之后，完成测试的第二次測試被取消。
在第三次測試的準備过程中，ICPS上面一级的氦气止回阀被来自火箭的一个臍帶臂（英語：umbilical arms）的一块橡胶卡住了，迫使测试人员推迟測試为该级提供燃料，直到该阀门可以在航天器裝配大樓更换。火箭的液氧箱成功地开始装载。然而，在核心级装载液态氢的过程中，在尾部服务桅杆的脐带板上发现了泄漏，迫使测试再次提前结束。
NASA選擇将火箭運回航天器裝配大樓，以修复氢气泄漏和ICPS止回阀，同时升级39B平台上的氮气供應問題，因为之前的三次湿式彩排都出现了长时间的中断。月亮女神1號于4月26日被送回航天器裝配大樓。
在维修和升级完成后，月亮女神1號飞行器于6月6日第二次被推出到39B平台以完成餘下测试。
在6月20日的第四次湿式彩排測試中，火箭成功地在两级上装满了推进剂，但由于尾部服务桅杆脐带的快速断开处出现了氢气泄漏，倒计时无法达到计划的T-9.3秒，并在T-29秒时自动停止。NASA任务经理很快确定他们已经完成了几乎所有计划的测试目标，并宣布湿式彩排（英語：wet dress rehearsal）程序结束。
7月2日，月亮女神1號被运回航天器裝配大樓，为发射做最后的准备，并修复了快速断开的氢气泄漏，預備在8月29日和9月6日之间的窗口进行发射。

### 发射尝试及维修
8月29日，NASA在12:44UTC，即發射窗口開始11分鐘後，在twitter宣佈因爲排氣管問題取消發射。火箭發射推遲至9月2日。
9月3日，由於發動機冷卻管線的液氫洩漏問題依舊無法解決；NASA在倒數2小時28分53秒之際宣布再度取消發射。在18:26EST 宣佈因為無法通過快速克服氫氣洩漏，可能需要回廠整修，預計需時25天，因此停止在九月初嘗試發射。NASA表示發射臺地面側板和火箭側板之間有空腔洩漏液態氫，重新安裝密封件的三次嘗試均未成功。但是因爲發射窗口時間有限，可能需要儘快完成所有檢修以趕上9月19日至10月4日间的發射窗口。
9月6日，NASA宣佈會將月亮女神1號移至VAB上，直接維修及更換問題部件，不需要運回組裝廠，但是需要在其上建設一個外围，以保護部件免受天氣入其他環境條件，並使工程師能從事測試。
9月24日，NASA宣佈因擔心熱帶風暴伊恩吹襲發射中心所在的佛羅里達州，決定第三度推遲原定9月27日的發射任務。

### 发射
2022年11月16日1时47分44秒，阿尔忒弥斯1号从肯尼迪航天中心39B号发射场成功发射。12月5日，猎户座飞船近距离飞越月球，之后开启返程飞行，11日返回地球並落入太平洋。

## 猎户座载荷
獵戶座為月亮女神1號的運載火箭，除了繞月任務外還會有其他實驗衛星一同發射。

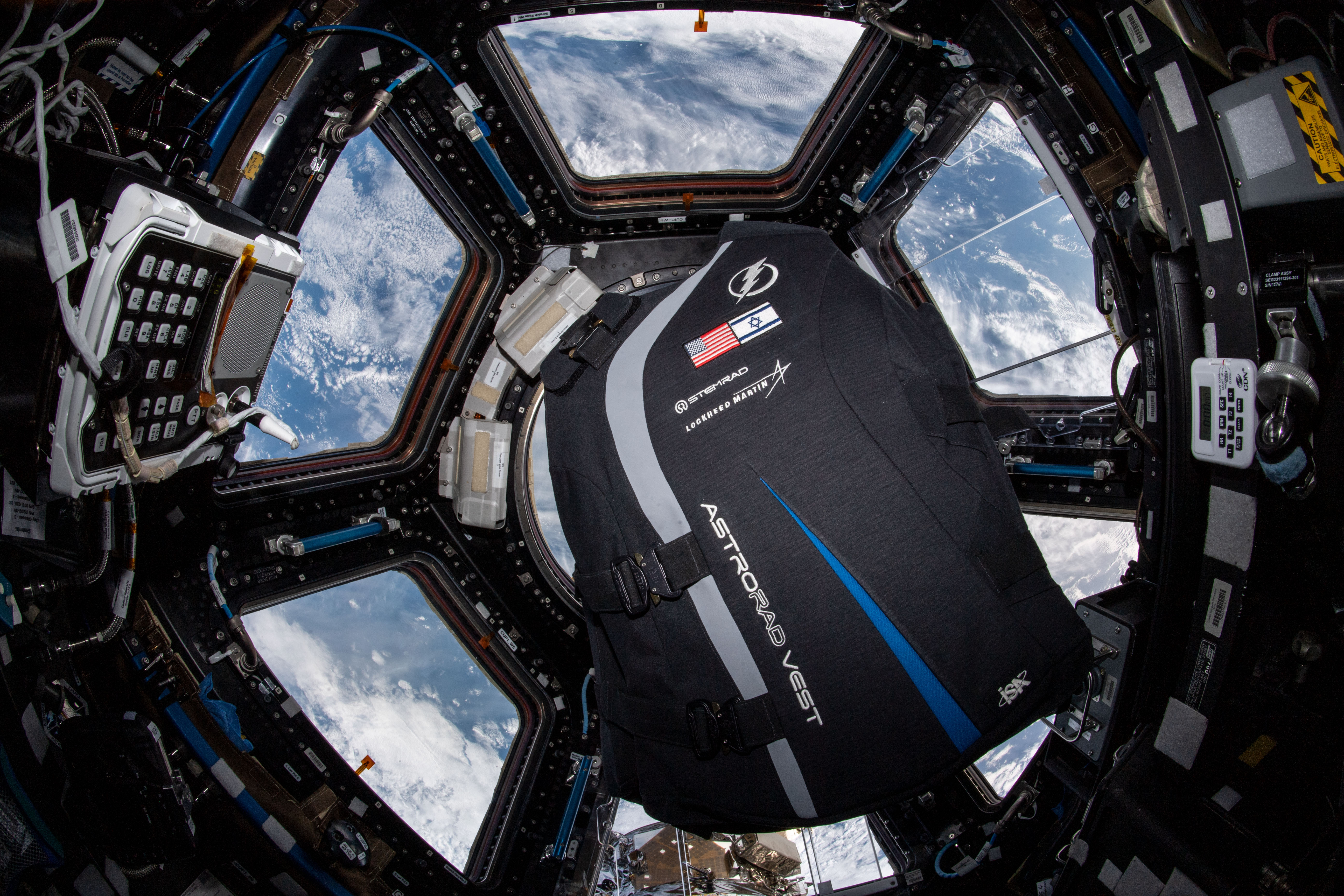
國際太空站上的AstroRad輻射背心

NASA与德國航空太空中心（DLR）和以色列航天局（ISA）合作，与StemRad公司和洛克希德-马丁公司一起进行Matroshka AstroRad辐射实验（MARE），该实验将测量月亮女神1號上的辐射剂量殘留，并测试AstroRad公司的辐射背心在低地球轨道以外辐射环境中的有效性。过去的辐射屏蔽策略依赖于太陽风暴庇护所，当太阳风暴爆发时，宇航员可以在其中寻求庇护，而AstroRad的人体工程学设计提供了一个移动保护系统，其屏蔽系数与风暴庇护所相似，但是不会妨碍宇航员执行任务的能力。
另外，无人驾驶的月亮女神1號猎户座飞船的乘员舱将包括两个女性人體模型（Helga和Zohar），它们将暴露在月球轨道沿线的辐射环境中，包括太阳风暴和银河系宇宙射线。其中一个人體模型将用AstroRad背心进行保護，另一个将不作任何保护。这些模型提供了精确测量辐射暴露的机会，不仅在身体表面，而且在人体内部敏感器官和组织的确切位置。辐射暴露将通过实施被动和主动剂量计来测量，这些剂量计被分布在模型内部的敏感组织和高干细胞浓度的位置。MARE的结果应使猎户座成为其他科学实验的平台，为深空探索提供准确的辐射风险预测，并验证AstroRad背心的保护性能。在太空舱内还将有一份由未来工程师为NASA举办的月球舱论文竞赛的14000份参赛作品的電子版。
十个低成本立方星将作为任務附帶的有效载荷飞行，安装在猎户座的适配器上。它们都具有六個单元配置，并且将驻留在将部署它们的运载火箭的第二级顶部的适配器内。到2021年10月，最终在适配器上安装了10颗立方星。其中2颗由NASA的NextSTEP計畫挑選，3颗由人類探索與行動任務局挑選，2颗由科学任务理事会选择，3颗来自NASA国际合作伙伴提交的申请。这些立方体卫星是：
- ArgoMoon（英语：ArgoMoon）由Argotec（英语：Argotec）设计并由義大利太空總署（ASI）协调，旨在对猎户座的临时低温推进阶段（ICPS）进行成像，以获取任务数据和历史记录。它将展示小型航天器在ICPS附近机动和操作所必需的技术。[55]
- BioSentinel（英语：BioSentinel）是一项天体生物学實驗，它将使用酵母作爲實驗體，来测量和比较深空辐射在低地轨道以外的其他軌道，在較長的時間尺度下对生物的影响。[56]
- 由美國西南研究院设计的CuSP（英语：CubeSat for Solar Particles）将研究来自太阳的动态粒子和磁场，验证以网络跟踪太空天气概念的可行性。[56]
- 月球冰立方（英语：Lunar IceCube）是莫尔黑德州立大学设计的月球轨道飞行器，它将寻找来自低月球轨道的月球水冰的更多证据。
- 月球极地氢测绘仪（英语：LunaH-Map）是亚利桑那州立大学设计的月球轨道器，将绘制月球南极附近陨石坑内的氢图，跟踪水等富氢化合物的深度和分布。它将使用中子探测器来测量与月球表面材料相互作用的中子能量。它的任务计划持续60天，并执行141次月球轨道。[57]
- Near-Earth Asteroid Scout（英语：Near-Earth Asteroid Scout）是可控太阳帆飛行器的概念验证實驗，航天器将通过近距离飞越近地小行星（≈10公里，6.2英里），并使用高分辨率科学级单色相机测量近地小行星的物理特性来实现观测。将根据发射日期、飞行时间和交会速度确定各种潜在目标。
- 由JAXA设计的OMOTENASHI是一种用于研究月球辐射环境的着陆器探测器。
- 由日本JAXA與东京大学设计的EQUULEUS将对地球的等离子层进行成像，以研究地球周围的辐射环境，同时展示用于地球和月球之间空间轨迹控制的低推力机动。[55]
- LunIR（英语：LunIR）是洛克希德·马丁公司设计的航天器，用于飞越月球并收集表面光谱和热成像。
- Team Miles（英语：Team Miles）将在日心轨道上演示长距离通信，并展示使用混合离子推进器的低推力軌道控制技术。由佛罗里达州坦帕市的Fluid and Reason公司设计。

由于以下卫星错过了阿尔忒弥斯1号发射窗口，因此有3個立方衛星接口中沒有對應衛星，分別是：
- Cislunar Explorers（英语：Cislunar Explorers）計劃展示电解水推进和行星际光学导航绕月球运行的可行性。它是由纽约的康奈尔大学设计的。
- lunar-flashlight（英语：lunar-flashlight）（月球手电筒）是一种月球轨道飞行器，它将寻找裸露的水冰，并在月球南极永久阴影区域内以1-2公里（0.62-1.24英里）的尺度绘制其浓度图。[59]
- Earth Escape Explorer（英语：Earth Escape Explorer）日心轨道上的长距离通信。它是由科罗拉多大学博尔德分校设计的。[60]

除了这些具功能性的有效载荷外，月亮女神1號还将發射来自世界各地承包商和航天机构的纪念贴纸、种子和旗帜。

## 外部連結
- 官方网站
- （英文）YouTube上的阿提米絲1號發射和 CubeSat 部署模擬
- （英文）阿耳忒彌斯實時軌道網站 （页面存档备份，存于）, NASA
- （英文）Live Video Stream from the Artemis I Orion Spacecraft （页面存档备份，存于）